# 미크로테아속
미크로테아속(Microtea)은 석죽목에 속하는 속씨식물 속이다. 미크로테아과(Microteaceae)의 유일속으로 신열대구에 분포하는 약 9~12종을 포함하고 있다. 이전에는 자리공과에 속하는 미크로테아아과 (Microteoideae)로 분류했다.

## 하위 종
| - M. bahiensis - M. debilis - M. glochidiata - M. longibracteata - M. maypurensis - M. paniculata | - M. papillosa - M. portoricensis - M. scabrida - M. sulcicaulis - M. tenuifolia |